# Cycas multipinnata
Cycas multipinnata C.J.Chen & S.Y.Yang, 1994 è una pianta appartenente alla famiglia delle Cycadaceae, diffusa in Cina e Vietnam.

## Descrizione
È una cicade con fusto sotterraneo, alto 20-40 cm e con diametro di 10-25 cm.
Le foglie di questa specie, a differenza della gran parte delle specie del genere Cycas, sono bi- o tripennate, lunghe 1,5-1,8 m, generalmente solitarie o al più in numero di 2-3; sono rette da un picciolo lungo 1,5-2,7 m, armato di spine lunghe 3-5 mm; il rachide si suddivide dicotomicamente sino a formare 6-8 ramificazioni secondarie; su ogni ramificazione secondaria si dispongono 7-18 paia di foglioline, lunghe mediamente 7-18 cm.
È una specie dioica con esemplari maschili che presentano microsporofilli disposti a formare coni terminali di forma grossolanamente cilindrica, lunghi 25-40 cm e larghi 6-8 cm ed esemplari femminili con macrosporofilli lunghi 10-12 cm, con l'aspetto di foglie pennate dal margine spinoso, ciascuna portante da 2 a 6 ovuli.
I semi sono grossolanamente ovoidali, lunghi circa 3 cm, ricoperti da un tegumento di colore giallo.

## Distribuzione e habitat
La specie ha un areale frammentato, con popolazioni disgiunte presenti nella valle del fiume Rosso (Yunnan orientale), nella provincia di Yen Bai (Vietnam settentrionale)  e nel Guangxi occidentale.

## Conservazione
La IUCN Red List classifica C. multipinnata come specie in pericolo di estinzione (Endangered).

La specie è inserita nella Appendice II della Convention on International Trade of Endangered Species (CITES)